# Volta a Catalunya de 1989
La Volta a Catalunya de 1989 va ser 69a edició de la Volta Ciclista a Catalunya. Es disputà en 7 etapes del 2 al 8 de setembre de 1989 amb un total de 1124,2 km. El vencedor final fou el basc Marino Lejarreta de l'equip Paternina per davant de Pedro Delgado del Reynolds, i d'Álvaro Pino del BH.
La segona i la sisena etapa estaven dividides en dos sectors. Com en les últimes edicions, no hi havia gaire muntanya i només s'arribada un cop en alt.
L'equip de l'ONCE no va acudir per diferències econòmiques amb l'organització.
Marino Lejarreta repetia el triomf final després de nou anys de la seva primera victòria.

## Etapes
| Etapa | Data          | Ciutats d'etapa                                       | km    | Vencedor de l'etapa          | Líder de la general       |
| ----- | ------------- | ----------------------------------------------------- | ----- | ---------------------------- | ------------------------- |
| 1a    | 2 de setembre | L'Hospitalet de Llobregat – L'Hospitalet de Llobregat | 146,2 | Mathieu Hermans (NED)        | Mathieu Hermans (NED)     |
| 2a A  | 3 de setembre | L'Hospitalet de Llobregat – Coma-ruga                 | 102,1 | Thierry Claveyrolat (FRA)    | Thierry Claveyrolat (FRA) |
| 2a B  | 3 de setembre | Coma-ruga – Coma-ruga (CRE)                           | 20,1  | PDM (NED)                    | Gert-Jan Theunisse (NED)  |
| 3a    | 4 de setembre | El Vendrell – Tàrrega                                 | 198,6 | Jean-Paul van Poppel (NED)   | Steven Rooks (NED)        |
| 4a    | 5 de setembre | Tàrrega - Manresa                                     | 149,9 | Marino Alonso (ESP)          | Marino Alonso (ESP)       |
| 5a    | 6 de setembre | Manresa - Port del Comte                              | 168,8 | Thierry Claveyrolat (FRA)    | Marino Lejarreta (ESP)    |
| 6a A  | 7 de setembre | Solsona – Barcelona                                   | 122,9 | Manuel Jorge Domínguez (ESP) | Marino Lejarreta (ESP)    |
| 6a B  | 7 de setembre | Barcelona – Cerdanyola del Vallès (CRI)               | 26,2  | Erik Breukink (NED)          | Marino Lejarreta (ESP)    |
| 7a    | 8 de setembre | Cerdanyola del Vallès – Platja d'Aro                  | 189,4 | Nico Emonds (BEL)            | Marino Lejarreta (ESP)    |

### 1a etapa[1]
02-09-1989: L'Hospitalet de Llobregat – L'Hospitalet de Llobregat, 146,2 km.:
|   | Ciclista                   | Equip             | Temps      |
| - | -------------------------- | ----------------- | ---------- |
| 1 | Mathieu Hermans (NED)      | Paternina         | 3h 28' 55" |
| 2 | Jean-Paul van Poppel (NED) | Panasonic-Isostar | m. t.      |
| 3 | Camillo Passera (ITA)      | Chateau d'Ax      | m. t.      |

|   | Ciclista                   | Equip             | Temps      |
| - | -------------------------- | ----------------- | ---------- |
| 1 | Mathieu Hermans (NED)      | Paternina         | 3h 28' 55" |
| 2 | Jean-Paul van Poppel (NED) | Panasonic-Isostar | m. t.      |
| 3 | Camillo Passera (ITA)      | Chateau d'Ax      | m. t.      |

### 2a etapa A[2]
03-09-1990: L'Hospitalet de Llobregat – Coma-ruga, 102,1 km.:
| Resultat de la 2a etapa \| \| Ciclista \| Equip \| Temps \| \| - \| -------------------------- \| ----------------- \| ---------- \| \| 1 \| Thierry Claveyrolat (FRA) \| RMO-Mavic \| 2h 24' 48" \| \| 2 \| Jean-Paul van Poppel (NED) \| Panasonic-Isostar \| + 19" \| \| 3 \| Giovanni Fidanza (ITA) \| Chateau d'Ax \| m. t. \| |                            |                   |            |
| | Ciclista                   | Equip             | Temps      |
| 1 | Thierry Claveyrolat (FRA)  | RMO-Mavic         | 2h 24' 48" |
| 2 | Jean-Paul van Poppel (NED) | Panasonic-Isostar | + 19"      |
| 3 | Giovanni Fidanza (ITA)     | Chateau d'Ax      | m. t.      |

### 2a etapa B[2]
03-09-1989: Coma-ruga – Coma-ruga, 20,1 km. (CRE):
|   | Equip                   | Temps  |
| - | ----------------------- | ------ |
| 1 | PDM (NED)               | 22'24" |
| 2 | Panasonic-Isostar (NED) | + 8"   |
| 3 | Chateau d'Ax (ITA)      | + 34"  |

|   | Ciclista                 | Equip | Temps      |
| - | ------------------------ | ----- | ---------- |
| 1 | Gert-Jan Theunisse (NED) | PDM   | 5h 52' 20" |
| 2 | Steven Rooks (NED)       | PDM   | m. t.      |
| 3 | Dag Erik Pedersen (NOR)  | PDM   | m. t.      |

### 3a etapa[3]
04-09-1989: El Vendrell – Tàrrega, 198,6 km. :
|   | Ciclista                     | Equip             | Temps      |
| - | ---------------------------- | ----------------- | ---------- |
| 1 | Jean-Paul van Poppel (NED)   | Panasonic-Isostar | 4h 52' 30" |
| 2 | Manuel Jorge Domínguez (ESP) | BH                | m. t.      |
| 3 | Casimiro Moreda (ESP)        | CLAS              | m. t.      |

|   | Ciclista                 | Equip | Temps       |
| - | ------------------------ | ----- | ----------- |
| 1 | Steven Rooks (NED)       | PDM   | 10h 44' 50" |
| 2 | Gert-Jan Theunisse (NED) | PDM   | m. t.       |
| 3 | Dag Erik Pedersen (NOR)  | PDM   | m. t.       |

### 4a etapa[4]
5-09-1989: Tàrrega - Manresa, 149,9 km.:
|   | Ciclista                     | Equip            | Temps      |
| - | ---------------------------- | ---------------- | ---------- |
| 1 | Marino Alonso (ESP)          | Teka             | 3h 51' 01" |
| 2 | Manuel Jorge Domínguez (ESP) | BH               | + 1 ' 17"  |
| 3 | Edgar Corredor (COL)         | Café de Colombia | m. t.      |

|   | Ciclista                 | Equip | Temps       |
| - | ------------------------ | ----- | ----------- |
| 1 | Marino Alonso (ESP)      | Teka  | 14h 37' 03" |
| 2 | Steven Rooks (NED)       | PDM   | + 05"       |
| 3 | Gert-Jan Theunisse (NED) | PDM   | m. t.       |

### 5a etapa[5]
6-09-1989: Manresa - Port del Comte, 168,8 km. :
|   | Ciclista                  | Equip     | Temps      |
| - | ------------------------- | --------- | ---------- |
| 1 | Thierry Claveyrolat (FRA) | R.M.O.    | 4h 50' 58" |
| 2 | Pedro Delgado (ESP)       | Reynolds  | + 02"      |
| 3 | Marino Lejarreta (ESP)    | Paternina | + 05"      |

|   | Ciclista               | Equip     | Temps       |
| - | ---------------------- | --------- | ----------- |
| 1 | Marino Lejarreta (ESP) | Paternina | 19h 28' 29" |
| 2 | Pedro Delgado (ESP)    | Reynolds  | + 03"       |
| 3 | Jokin Mujika (ESP)     | Paternina | + 09"       |

### 6a etapa A[6]
7-09-1989: Solsona – Barcelona, 122,9 km.:
| Resultat de la 6a etapa A \| \| Ciclista \| Equip \| Temps \| \| - \| ---------------------------- \| --------- \| ---------- \| \| 1 \| Manuel Jorge Domínguez (ESP) \| BH \| 3h 06' 28" \| \| 2 \| José Rodríguez (ESP) \| Seur \| m. t. \| \| 3 \| Jesús Arambarri (ESP) \| Paternina \| m. t. \| |                              |           |            |
| | Ciclista                     | Equip     | Temps      |
| 1 | Manuel Jorge Domínguez (ESP) | BH        | 3h 06' 28" |
| 2 | José Rodríguez (ESP)         | Seur      | m. t.      |
| 3 | Jesús Arambarri (ESP)        | Paternina | m. t.      |

### 6a etapa B[6]
7-09-1989: Barcelona – Cerdanyola del Vallès, 26,2 km. (CRI):
|   | Ciclista               | Equip     | Temps   |
| - | ---------------------- | --------- | ------- |
| 1 | Erik Breukink (NED)    | Carrera   | 37' 13" |
| 2 | Álvaro Pino (ESP)      | BH        | + 28"   |
| 3 | Marino Lejarreta (ESP) | Paternina | + 29"   |

|   | Ciclista               | Equip     | Temps       |
| - | ---------------------- | --------- | ----------- |
| 1 | Marino Lejarreta (ESP) | Paternina | 23h 12' 39" |
| 2 | Pedro Delgado (ESP)    | Reynolds  | + 09"       |
| 3 | Álvaro Pino (ESP)      | BH        | + 23"       |

### 7a etapa[7]
8-09-1989: Cerdanyola del Vallès – Platja d'Aro, 189,4 km.:
|   | Ciclista                   | Equip       | Temps      |
| - | -------------------------- | ----------- | ---------- |
| 1 | Nico Emonds (BEL)          | Teka        | 5h 12' 15" |
| 2 | José Manuel Oliveira (ESP) | CLAS        | + 1' 03"   |
| 3 | Antonio Martínez (ESP)     | Lotus-Zahor | + 1' 06"   |

|   | Ciclista               | Equip     | Temps       |
| - | ---------------------- | --------- | ----------- |
| 1 | Marino Lejarreta (ESP) | Paternina | 28h 34' 05" |
| 2 | Pedro Delgado (ESP)    | Reynolds  | + 09"       |
| 3 | Álvaro Pino (ESP)      | BH        | + 23"       |

## Classificació General
|    | Ciclista                  | Equip            | Temps       |
| -- | ------------------------- | ---------------- | ----------- |
| 1  | Marino Lejarreta (ESP)    | Paternina        | 28h 34' 05" |
| 2  | Pedro Delgado (ESP)       | Reynolds         | + 09"       |
| 3  | Álvaro Pino (ESP)         | BH               | + 23"       |
| 4  | Laudelino Cubino (ESP)    | BH               | + 39"       |
| 5  | Tony Rominger (SUI)       | Chateau d'Ax     | + 1' 06"    |
| 6  | Thierry Claveyrolat (FRA) | R.M.O.           | + 1' 27"    |
| 7  | Jokin Mujika (ESP)        | Paternina        | + 1' 30"    |
| 8  | Alberto Camargo (COL)     | Café de Colombia | + 1' 39"    |
| 9  | Raúl Alcalá (MEX)         | PDM              | + 1' 40"    |
| 10 | Miguel Indurain (ESP)     | Reynolds         | + 1' 52"    |

## Classificacions secundàries
|   | Ciclista                  | Equip  | Punts    |
| - | ------------------------- | ------ | -------- |
| 1 | Thierry Claveyrolat (FRA) | R.M.O. | 47 punts |
| 2 | Iñaki Gastón (ESP)        | Kelme  | 28 punts |
| 3 | Álvaro Pino (ESP)         | BH     | 26 punts |

|   | Ciclista                    | Equip     | Punts    |
| - | --------------------------- | --------- | -------- |
| 1 | Miquel Àngel Iglesias (ESP) | Helios-CR | 13 punts |
| 2 | Nico Emonds (BEL)           | Teka      | 9 punts  |
| 3 | Thierry Claveyrolat (FRA)   | R.M.O.    | 6 punts  |

|   | Ciclista                     | Equip  | Punts    |
| - | ---------------------------- | ------ | -------- |
| 1 | Manuel Jorge Domínguez (ESP) | BH     | 97 punts |
| 2 | Thierry Claveyrolat (FRA)    | R.M.O. | 66 punts |
| 3 | José Rodríguez (ESP)         | Seur   | 57 punts |

|   | Equip     | Nacionalitat | Temps       |
| - | --------- | ------------ | ----------- |
| 1 | BH        | Espanya      | 87h 01' 42" |
| 2 | Reynolds  | Espanya      | + 1' 18"    |
| 3 | Paternina | Espanya      | + 7' 26"    |